# Kälberbach (Elbbach)
Der Kälberbach ist ein knapp fünf Kilometer langer rechter und westlicher  Zufluss des Elbbaches im Westerwald.

## Geographie

### Verlauf
Der Kälberbach entspringt am Hang eines bewaldeten Hügels nordwestlich von Hahn am See.
Er fließt zunächst in südöstlicher Richtung. Nach etwa 700 Meter wechselt er vom Wald in eine Grünzone und erreicht kurz darauf den Westrand von Hahn am See, welches er unterirdisch verrohrt passiert, um am Ostrand des Ortes wieder aufzutauchen. Er schlägt nun eine kleine Schleife und bewegt sich dann durch eine Wiesenlandschaft in Richtung Nordosten. Sein Ufer wird hier von Bäumen und Büschen gesäumt. Hier wurde 1967 ein Stausee, nebst einer großen Freizeitanlage, angelegt. In diesen See mündet auch der Bach von der Elbinger Lei. Der Kälberbach verlässt den See und fließt südlich an der Spiesmühle vorbei. Er schlägt nun einen leichten Bogen und erreicht die Ortschaft Mähren.
Der Bach durchfließt den Ort, unterquert die Brückenstraße und mündet schließlich in den Elbbach.

### Zuflüsse
- Bach von der Elbinger Lei (links), 0,9 km

### Flusssystem Elbbach
- Fließgewässer im Flusssystem Elbbach